# Sirius-Aero
La Sirius-Aero (in russo Авиакомпания «Сириус-Аэро»?) era una compagnia aerea russa con base tecnica all'Aeroporto di Mosca-Vnukovo che effettuava voli charter e voli VIP nazionali e internazionali.

## Flotta
La compagnia aerea disponeva nel 2016 degli aerei:
- 2 Tupolev Tu-134A-3
- 2 Tupolev Tu-134B-3
- 1 British Aerospace BAe 125-700A
- 2 British Aerospace BAe 125-700B
- 2 Hawker 850XP
- 1 Hawker 1000A

## Flotta storica
- Tupolev Tu-134A/A-3M

## Accordi commerciali
- Tupolev
- Fabbrica d'Aviazione Civile di Minsk

## Incidenti
Il 7 luglio 2014 un Hawker 125-800 (RA-02806) della Sirius-Aero con soli 3 membri d'equipaggio a bordo ha effettuato un atterraggio d'emergenza all'aeroporto di Mosca-Vnukovo in seguito al blocco di uno dei carelli durante un tentativo d'atterraggio all'aeroporto di Machačkala e il successivo rientro alla base tecnica della compagnia aerea a Mosca. Nessuno ha riportato danni in seguito all'incidente.